# Christopher Walking
«Christopher Walking» es una canción del rapero estadounidense Pop Smoke de su segundo mixtape, «Meet the Woo 2» (2020). La canción fue escrita por Pop Smoke, junto con Derrick Gray, Dylan Cleary Krell y los productores CashMoneyAP y WondaGurl. 
La canción fue lanzada como sencillo principal del mixtape el 16 de enero de 2020 por Victor Victor Worldwide y Republic Records. Es una pista drill en la que Pop Smoke se compara con Frank White, un personaje interpretado por el homónimo de la canción Christopher Walken, de la película de suspenso y crimen estadounidense de 1990 «King of New York».
La canción interpola la letra del sencillo «Window Shopper» de 50 Cent. «Christopher Walking» recibió críticas generalmente positivas de los críticos musicales, y varios de ellos elogiaron su letra. El mismo día del lanzamiento del sencillo, se lanzó un vídeo musical adjunto, que fue dirigido por Brennan Rowe. El vídeo muestra a Pop Smoke conduciendo por Brooklyn en un BMW M850i reuniéndose con fans. Se interpolan imágenes de figuras históricas afroamericanas y otros revolucionarios.

## Antecedentes y composición
En Instagram, Pop Smoke mostró una vista previa de la canción unos días antes de su lanzamiento el 16 de enero de 2020. Los fanáticos comenzaron a notar que Pop Smoke estaba criticando a sus compañeros raperos de Brooklyn Casanova y Smoove L en la vista previa de la canción, mencionando al primero como «Trashanova» y al segundo como «Scary L». 
La canción fue escrita por Pop Smoke, junto a Alex Petit, Ebony Oshunrinde, Derrick Gray y Dylan Cleary Krell. Los dos primeros de los cuatro, que tienen los nombres artísticos de CashMoneyAP y WondaGurl, se encargaron de la producción de la canción, mientras que el primero fue acreditado como programador de la canción. Corey Nutile se encargó de la grabación de la canción, mientras que Jess Jackson la mezcló. Sage Skofield fue acreditado como ingeniero asistente de mezcla.
«Christopher Walking» fue lanzado el 16 de enero de 2020 por Victor Victor Worldwide y Republic Records como el sencillo principal de Meet the Woo 2.
Musicalmente, «Christopher Walking» es una pista drill. En la canción, Pop Smoke se compara con Frank White, un personaje interpretado por Christopher Walken en la película de suspenso y crimen neo-noir estadounidense de 1990 King of New York. Interpola de manera destacada la letra del exitoso sencillo de 2005 de 50 Cent, «Window Shopper».
Pop Smoke rapea sobre disparar a sus enemigos en las calles, y menciona su amor por Dior y las joyas de busto.
Reed Jackson, de la revista Pitchfork, declaró que Pop Smoke rapea sobre amenazar con pelear con alguien, declarando que quiere «atar a ese chico como un vaquero».
Pop Smoke rapea: «We gon' tie that boy up like a cowboy/I'm the one that they envy like Calboy/Broke bitches ain’t allowed/She wanna fuck with a real one, but real niggas back in style/I ain't no window shopper, your man out here window shoppin'/I be in all the stores, and no, we ain't window shoppin'.»

## Recepción de la crítica
«Christopher Walking» ha recibido críticas principalmente positivas por parte de los críticos musicales. Bianca Gracie de la revista Paper calificó la canción como un «éxito trepidante».
El personal de HipHopDX elogió la canción como un «himno bailable de rap drill de Brooklyn».
Erin Lowers, escribiendo para Exclaim!, describió la canción como «fresca» y dijo que es «el poder de lo corto y dulce».
Torsten Ingvaldsen de Hypebeast calificó la canción como «característica».
Gary Suárez de Entertainment Weekly lo citó como uno de los temas más destacados de Meet the Woo 2.
Courtney Wynter de GRM Daily declaró que la canción es un «ritmo contundente producido por Cashmoney AP con sus distintivos tonos bajos y letras jactanciosas».
Escribiendo para Stereogum, Tom Breihan opinó que «Christopher Walking» tiene el mismo «carisma espeluznante y cantarín» que «Window Shopper», y mencionó que posee la «capacidad de ser dulce pero amenazante al mismo tiempo». Continuó diciendo que el rapero tiene un «sonido tan denso, oscuro y absorbente como su voz», que suena «informal y conversacional, tranquilo e indiferente. Pero también suena como un jinete del apocalipsis». Breihan concluyó diciendo que se trata de una «combinación fuerte».
«Christopher Walking» fue elogiada por Andre Gee de Complex, quien la describió como «urgente», «engreído» y tan «carismático que ciertas líneas permanecieron en nuestra cabeza todo el año». Concluyó diciendo: «Sin embargo, la fuerza de la presencia vocal de Pop [Smoke] es imposible de negar».
Andrew Sacher de BrooklynVegan escribió que cuando Pop Smoke se declaró a sí mismo «el rey de Nueva York», «ya sonaba creíble».
Thomas Hobb de The Independent elogió la canción como estimulante y opinó que «embotellaba la energía de la caída libre entre dos rascacielos, con la capa ondeando detrás, mientras el MC callejero se enmarcaba convincentemente como un superhéroe negro».

## Video musical
El mismo día que la canción se lanzó un vídeo musical de «Christopher Walking». El video fue dirigido por Brennan Rowe. 
Presenta a Pop Smoke conduciendo por Nueva York (principalmente Brooklyn) en un BMW M850i, mostrando su sentido del estilo y su atuendo mientras se encuentra con los fanáticos mientras pasa junto a ellos. Más tarde, el video muestra imágenes de archivo entrelazadas de Malcolm X (incluidas imágenes del discurso de X «Por cualquier medio necesario»), protestas de los Panteras Negras, los disturbios de Rodney King, otras figuras históricas afroamericanas como Huey Newton y Fred Hampton, y otros revolucionarios como Iósif Stalin.
Escribiendo para The Fader, David Renshaw describió la imagen como «brillante». Wynter opinó que «las imágenes de 'Christopher Walking' capturan la vibra nerviosa de la canción».
Ryan Shepard de Def Pen declaró que era «definitivamente un gran paso adelante a medida que [Pop Smoke] continúa ascendiendo desde Nueva York hasta el éxito internacional».

## Créditos y personal
Créditos adaptados de Tidal.
- Bashar Jackson –  voz, compositor
- Alex Petit –  productor, programación, compositor.
- Ebony Oshunrinde –  productor, compositor
- Dylan Cleary Krell –  compositor
- Derrick Gray –  compositor
- Corey Nutile –  ingeniero de grabación
- Jess Jackson –  ingeniero de mezclas
- Sage Skofield –  asistente de ingeniero de mezcla